# Post Processing Kinematic

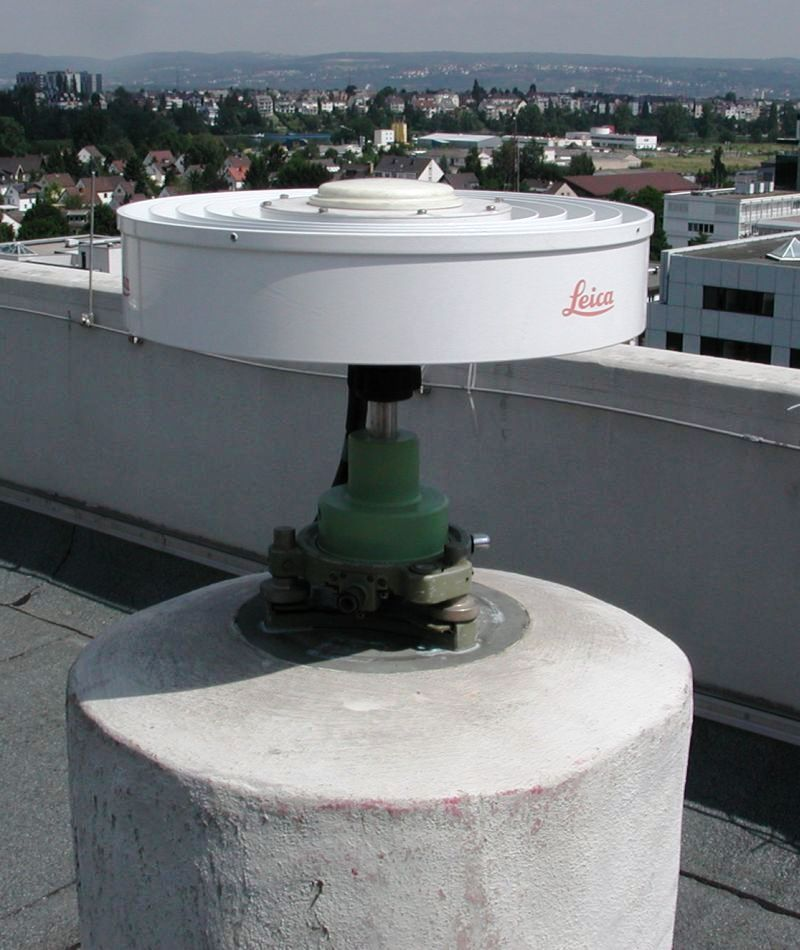
Референц-станция DGPS (дроссельная кольцевая антенна)

PPK (англ.  Post Processing Kinematic — дословно «кинематика в постобработке»). Oдин из методов DGPS.Заключается в процессе определения координат (местоположения) с помощью Ровера (мобильного приемника ГНСС-сигнала) и процесса корректировки после сбора данных с использованием поправок от опорной станции (Базы). С использованием фазовых измерений.

## Принцип работы
Mетод Post Processing Kinematic можно считать дальнейшим развитием классических квазидифференциальных (относительных) методов использующие не мобильные варианты базовых станций, располагаемых в опорных сетях с известными координатами, а стационарные, постоянно действующие, референцные станции (CORS (Continuously Operating Reference Stations))или сети базовых станций. В отличие от RTK, рабочие процессы (точное позиционирование) не происходят в реальном времени. Все алгоритмы применяются впоследствии, то есть в постобработке (Post Processing).
База и Ровер, находящиеся в зоне общего созвездия (плеяды) навигационных спутников, записывают данных мобильного приемника и базовой станции необработанные журналы GNSS, затем эти данные обрабатываются совместно специализированным ПО. Полученные данные с координатами антенны в условной системе могут быть использованы для пост обработки квазидифференциальных (относительных) методов. Обработка может быть произведена непосредственно пользователем, после получения информации с базовой станции по каналам связи через FTP (файл формата RINEX) или же производится локализовано оператором базовой станции.

## Дифференциальная геодезическая станция
Дифференциальная геодезическая станция — электронное устройство, размещенное на точке земной поверхности с определенными координатами, выполняющее прием и обработку сигналов спутниковых навигационных систем и обеспечивающее передачу информации, необходимой для повышения точности определения координат в результате выполнения геодезических работ с использованием спутниковых навигационных систем.
Дифференциальная геодезическая станция или Базовая станция в обязательном порядке состоит из ГНСС приемника и отдельно вынесенной спутниковой антенны (с заранее определёнными координатами фазового центра), источника бесперебойного питания и средства связи, компьютера или FTP-сервера и специализированного ПО, установленные стационарно. А также системы грозозащиты и молниеотводы. Как правило работает автономно, без участия оператора. Спутниковая антенна базовой станции жестко крепится на верху специального пилона, установленного на неподвижном основании аналогично пунктам геодезической основы. Координаты антенны определяются совместно и с одинаковой точностью с координатами пунктов ГГС (условной системы). Таким образом, спутниковая базовая станция является носителем условной и глобальной (WGS84, ПЗ90 и т. д.) системы координат, с параметрами перехода между ними. Станция работает круглосуточно, все наблюдения обрабатываются и хранятся на сервере (Как правило в формате RINEX)
Создание геодезических сетей дифференциальных геодезических станций, осуществляется заинтересованными лицами на основании технического проекта утвержденного федеральным органом исполнительной власти, уполномоченным на оказание государственных услуг в сфере геодезии и картографии. Исключением являются геодезической сети специального назначения, созданные самим федеральным органом. По завершении создания ГССН исполнители обязаны составить отчет и каталог координат пунктов указанной сети и передать его в федеральный фонд пространственных данных, фонд пространственных данных федерального органа исполнительной власти или в федеральный орган исполнительной власти, осуществляющий функции по выработке и реализации государственной политики, нормативно-правовому регулированию в области обороны. Использование СДГС допускается после передачи отчета и каталога координат пунктов указанной сети в федеральный фонд пространственных данных.

## Решаемые задачи
Одной из задач базового комплекса (Референц-станции слежения) является формирование и архивирование спутниковых данных для постобработки и мониторинга, которые впоследствии распространяются удаленно через сеть Интернет.
Второй задачей базового комплекса является формирование дифференциальных поправок в формате RTCM SC-104 для пользователей RTK и их последующая передача по высокоскоростным беспроводным сетям GSM и/или через сеть Интернет (белый IP-адрес).

Инфраструктура, созданная для референцного метода, широко применяется в методе Real Time Kinematic.

## Правовой статус
Отличительной особенностью референцного метода с нормативно-правовой точки зрения является то, что напрямую референцные станции не могут быть использованы, как пункты опорной сети. Они собственно не являются частью государственной системы координат. Требуются определенные процессуальные действия связанные с метрологическими и административными службами. Что является определенной проблемой в привязке (использовании) референцных станций (специальные и местные сети). Однако в составе государственной геодезической сети дифференциальные геодезические станции могут быть использованы.
Решением ГКРЧ (Государственная комиссия по радиочастотам) от 07.11.2016 № 16-39-01 обращения в Роскомнадзор и радиочастотную службу с 01.01.2017 года должны содержать географические координаты в системе геодезических координат ГСК-2011. Заключения экспертизы электромагнитной совместимости и разрешения на использования радиочастот, выдаваемые с 01.01.2017, также будут содержать информацию о географических координатах в системе геодезических координат ГСК-2011.

## Точность
Точности достигаемые методом Post Processing Kinematic варьируются от 0.01 m +/-0.5 ppm (мм) в плане до 0.02 m +/-1.0 ppm по высоте при максимальном радиусе охвате 30 — 40 км от базы.

## Применение
- Основной сферой применения является топографические и геодезические работы.
- Сбор данных для мониторинга спутниковой группировки.
- Определение и корректировка (юстировка) носителей местных систем координат и ключей перехода между ними и глобальными системами.
- Инфраструктура созданная для референцного метод, широко применяется в методе Real Time Kinematic.

## Преимущества
PPK предлагает достаточно гибкий рабочий процесс, позволяющий запускать пост обработку несколько раз с использованием различных настроек (нескольких файлов с разных роверов) или же совсем отказаться от пост обработки, а соответственно и от покупки ПО в пользу договорных отношений с оператором Базовой станции (обсчет производит оператор Базовой станции).
Метод PPK также не требует связей-коррекции между основанием (Пункты ГГС) и ровером, делая установку оборудования более простой.
Как правило не требует синхронизации (записи в одно время данных мобильного приемника и базовой станции) так как базовый комплекс работает круглосуточно.

## Недостатки
Практически все базовые станции и их сети, эксплуатируются частными компания и для получения их услуг требуется договор.